# Lawrence County (Pennsylvania)
Lawrence County ist ein County im Bundesstaat Pennsylvania der Vereinigten Staaten. Bei der Volkszählung im Jahr 2020 hatte das County 86.070 Einwohner und eine Bevölkerungsdichte von 92 Einwohner pro Quadratkilometer. Der Verwaltungssitz (County Seat) ist New Castle.

## Geschichte
Benannt ist die Stadt nach James Lawrence, einem Marineoffizier, der 1813 im Britisch-Amerikanischen Krieg fiel.
Neun Bauwerke und Stätten des Countys sind im National Register of Historic Places (NRHP) eingetragen (Stand 23. Juli 2018).

## Geographie
Das County hat eine Fläche von 940 Quadratkilometern, wovon 6 Quadratkilometer Wasserfläche sind.

## Bevölkerungsentwicklung

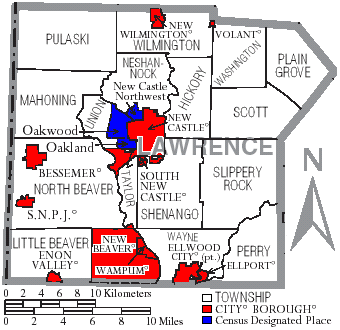
Karte des Lawrence Countys

## Städte und Ortschaften
| - Bessemer - Ellport - Enon Valley - Hickory Township - Little Beaver Township - Mahoning Township - Neshannock Township - New Beaver - New Castle Northwest - New Castle | - New Wilmington - North Beaver Township - Oakland - Oakwood - Perry Township - Plain Grove Township - Pulaski Township - S.N.P.J. - Scott Township - Shenango Township | - Slippery Rock Township - South New Castle - Taylor Township - Union Township - Volant - Wampum - Washington Township - Wayne Township - Wilmington Township |